# Хасанагиница
Хасанагиница, также Асанагиница  (в русском языке впервые появилась под названием «Жалостная песенка на смерть племенитыя Асан-Аги») — это южно-славянская народная баллада, созданная в 1646—1649 годы в регионе Имотски (в современной Хорватии), который в то время был частью Боснийского эялета в составе Османской империи.

## История

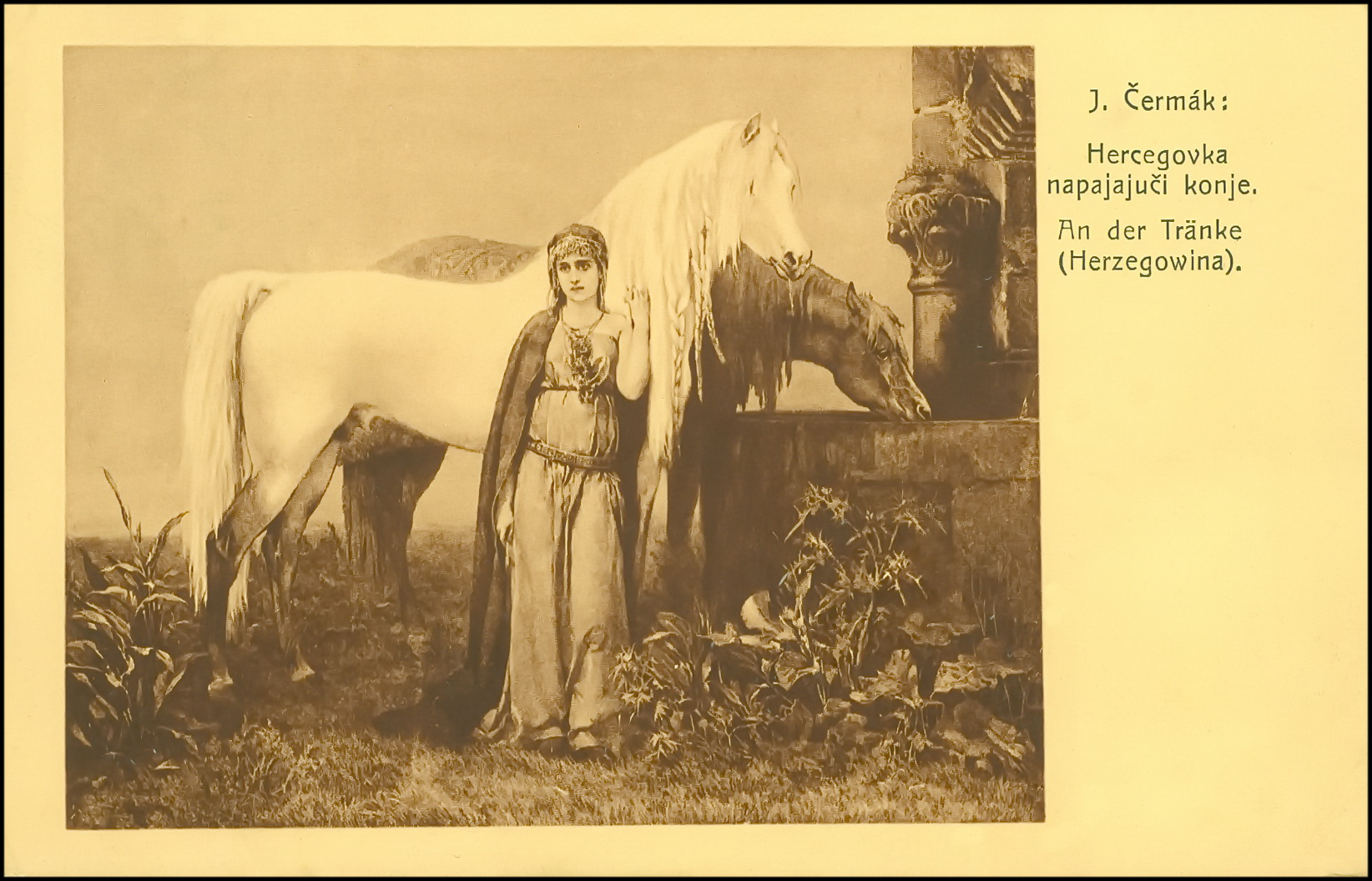
«Герцеговинка поит лошадей» (1878) — картина Ярослава Чермака.

Баллада существовала в устном творчестве до 1774 года, когда итальянский путешественник и этнограф Альберто Фортис записал её латинским шрифтом и опубликовал итальянский перевод в своей книге «Путешествие по Далмации» (итал. Viaggio in Dalmazia) после предпринятой поездки в Далмацию в 1770 году. Во время своего путешествия он назвал балладу «морлахской балладой», чтобы отличать жителей прибрежной Далмации от жителей равнин. Это обозначение раскритиковал хорватский писатель Иван Ловрич, а также указал на ряд ошибок в своих «Заметках о „Путешествии по Далмации“ аббата Альберто Фортиса».
Впоследствии баллада была переведена на немецкий язык Гёте (1775), английский Скоттом (1798), русский Пушкиным (не завершён, 1835) и Ахматовой (1950-е полностью), французский Мериме (1827) и Мицкевичем (1841), другие языки мира, став неотъемлемой частью мирового литературного наследия уже в XVIII веке. В России балладу в оригинале опубликовал Пачало как образец «иллирийского наречия», Фёдр Васильевич Каржавин в книге «Вожак» (1794). В 1827 году в «Северных цветах» опубликован перевод баллады Александра Христофоровича Востокова под названием «Жалостная песня благородной Асан-Агиницы». Сегодня Хасанагиница переведена на более чем 40 языков. Баллада является частью боснийского, хорватского и сербского литературного наследия.
Когда рукопись обнаружили в семейных вещах семьи Папалич из города Сплита, выяснилось, что версия Фортиса не оригинальна, а скопирована с данной рукописи. Её содержание изучили филологи. У друга Фортиса Матея Совича (протодиакона Осорской капитулы на острове Црес) имелся оригинальный текст на штокавском наречии, скопированный с западной кириллицы, который Фортис или некто перевёл на латиницу.
Метрическая система баллады придерживается классического южнославянского десетераца, где в стихе 10 слогов. Гёте перевёл балладу хореем. По мнению Михаила Гаспарова, после Гёте эпос и/или траурные оды, записанные хореем, получили популярность в немецкой поэзии. Эта семантическая особенность позже заимствовалась в русской поэзии.

## Сюжет

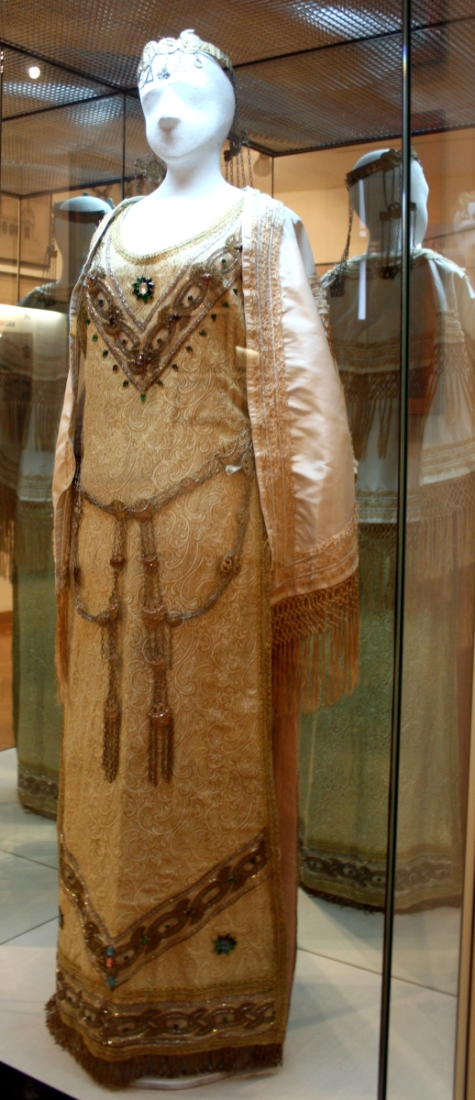
Костюм актрисы Нины Вавра, исполнившей роль Хасанагиницы в 1909 году.

Хасанагиница — баллада о мусульманской семье Араповичей в Далмации. Сюжет проходит в боснийском эялете, на границе с Врдолом (сегодня Загвозд), недалеко от горы Биоково, где ага Хасан Арапович (также Асан Арапович) владел большими наделами. И сегодня сохранились руины башни Хасана и место захоронения Хасанагиницы на юго-западной стороне Голубого озера.
В балладе говорится, что после битвы раненный Хасан-ага призывает жену, Фатиму Арапович (урождённую Пинторович), которая отказывается ехать на поле боя. Возмущённый Хасан-ага шлёт жене письмо, приказывая оставить дом и детей, чтобы явиться на зов. Её брат приносит эту весть и документы на развод. Фатима возвращается в отчий дом, но страшно тоскует по своим пятерым детям и отказывается вступать в брак с богатым кадием. Брат уговаривает её согласиться. Тогда Фатима просит принести ей длинный платок, чтобы родные дети не узнали её, когда свадебный кортеж поедет мимо старого дома. Однако, дети и узнают мать и зовут её. Остановившись попрощаться с ними, Хасанагиница умирает от горя.
Остаётся спорным вопрос, является ли баллада поэтическим вымыслом или основана на реальных событиях. Названные люди баллады существовали в действительности, став прототипами героев:
- Хасан Арапович — Хасан-ага, видимо, пограничник.
- Фатима Арапович (урождённая Пинторович) — жена Хасана-аги.
- Бей Пинторович — брат Фатимы Арапович.

## Культурные отсылки
- Хасанагиница — единственная подлинная баллада включена в «Гусли» (La Guzla) 1827 года Проспера Мериме.
- 1967 — фильм Хасанагиница. В ролях: Милена Дравич и Раде Маркович.
- 1983 — фильм югославского телевидения с участием Жарко Лаушевича и Александра Николича[4].
- 2000 — опера Хасанагиница в Национальном театре Сараево. Либретто написано Ниязом Алиспахичем и композитором Асимом Хорозичем[5].
- 2006 — спектакль Хасанагиница в Хорватском национальном театре в Загребе. Мустафа Надаревич поставил и сыграл главную роль. Композитором выступил Люпко Константинов[6]
- 2009 — спектакль Хасанагиница в Сербском национальном театре в постановке Ивана Драгутиновича Маричицаć. Дирижёр — Младен Ягушт, композитор — Ростислав Камбаскович[7].